# Islamic Council of Europe
Der Islamic Council of Europe (Abk. ICE; Islamischer Rat von Europa) ist eine Organisation, die 1973 gegründet wurde, um die Arbeit islamischer Zentren und Organisationen in Europa zu koordinieren. Sein Sitz befindet sich in London in der Nähe der East London Mosque. Der Rat wurde gemäß den auf einer Konferenz der muslimischen Außenminister angenommenen Resolutionen gebildet und wurde von König Faisal von Saudi-Arabien unterstützt. Salem Azzam war ein langjähriger Generalsekretär. Besonders aktiv war der Rat in der zweiten Hälfte der 1970er Jahre und in der ersten der 1980er.
In den 1980er Jahren wurden von dem Rat zwei seiner wohl bekanntesten Dokumente veröffentlicht: 1981 die Universal Islamic Declaration of Human Rights (UIDHR; Universale Islamische Erklärung der Menschenrechte), die die Menschenrechte fußend auf dem Gesetz Gottes (Scharia) und Themen wie Privatsphäre und Folter behandelt. 1983 folgte A Model of an Islamic Constitution (Ein Modell einer Islamischen Verfassung), das sowohl demokratische Prinzipien als auch die Einhaltung islamischer Prinzipien berücksichtigte. Mehrere andere Veröffentlichungen behandelten verwandte politische, soziale und religiöse Dilemmata.